# Péter Pázmándy
Péter Pázmándy (* 7. Juni 1938 in Budapest; † 23. März 2012 in Genf) war ein ungarisch-schweizerischer Fussballspieler und -trainer.

## Karriere

### Vereinslaufbahn
Pázmándy spielte in der Jugend bei Vasas Budapest. Er spielte mit der ungarischen Juniorennationalmannschaft 1956 in Wien, die Reise ging weiter nach London. Im Herbst 1956 war die politische Lage in Ungarn unklar (siehe Ungarischer Volksaufstand). Der englische Juniorenverband ermöglichte es der Mannschaft daher finanziell, vorerst weiterhin in London zu bleiben. Später reiste die Mannschaft nach Wien, um mit dem Bus nach Budapest zurückzukehren. Alle Spieler haben aber die Heimreise verweigert. Die Fahrt der Mannschaft ging dann in die Schweiz, um für das ungarische Rote Kreuz in St. Gallen, Zürich, Genf, Neuenburg und Locarno zu spielen. Pázmándy hat zusammen mit Valér Németh und Dezső Makay bei Servette FC Genève unterschrieben. Er wurde auf die Initiative des ungarischen Fussballverbands für 18 Monate suspendiert. Für die „Grenats“ in Genf spielte der Mittelfeldspieler in der Charmilles von 1958 bis 1968. Pázmándy wurde 1961 und 1962 unter Trainer Jean Snella und dem Stürmerstar Jacques Fatton als Mann im Mittelfeld mit Servette Schweizer Meister. In der Saison 1965/66 erreichte er mit seinem Club hinter Meister FC Zürich die Vizemeisterschaft und stand auch am 11. April in Bern im Cupfinale gegen das Meisterteam um Jakob Kuhn, Fritz Künzli und Klaus Stürmer. Das Finale wurde aber mit 0:2 Toren verloren. Schon im Vorjahr, am 19. April 1965, hatte er das Cupfinale mit 1:2 Toren gegen den FC Sion verloren. Er spielte mit Servette auch in den europäischen Pokalwettbewerben.
Nach seiner aktiven Laufbahn betrieb er ab 1968 ein Café in Genf.

### Trainerlaufbahn
Als Trainer arbeitete er seit 1968 bei CS Chênois, und in der Saison 1972/73 ist die Mannschaft als Vizemeister der NLB in die höchste Schweizer Liga, damals NLA, aufgestiegen. In den Jahren 1976–1982 war er erstmals als Trainer bei Servette tätig. In der Saison 1978/79 wurde Pázmándy Schweizer Meistertrainer. Seine zweite Zeit als Trainer bei Servette in der Saison 1989/90 war wegen gesundheitlicher Schwierigkeiten schnell beendet.
Von 1982 bis 1984 war er Trainer bei Lausanne-Sports, ehe er von 1984 bis 1987 den AC Bellinzona trainierte. Mit Bellinzona schaffte er 1986 den Aufstieg in die NLA. Weitere Stationen als Trainer waren beim FC Sion, die kurze Rückkehr 1989/90 zu Servette und von 1991 bis 1995 bei Stade Nyonnais.